# Vétché

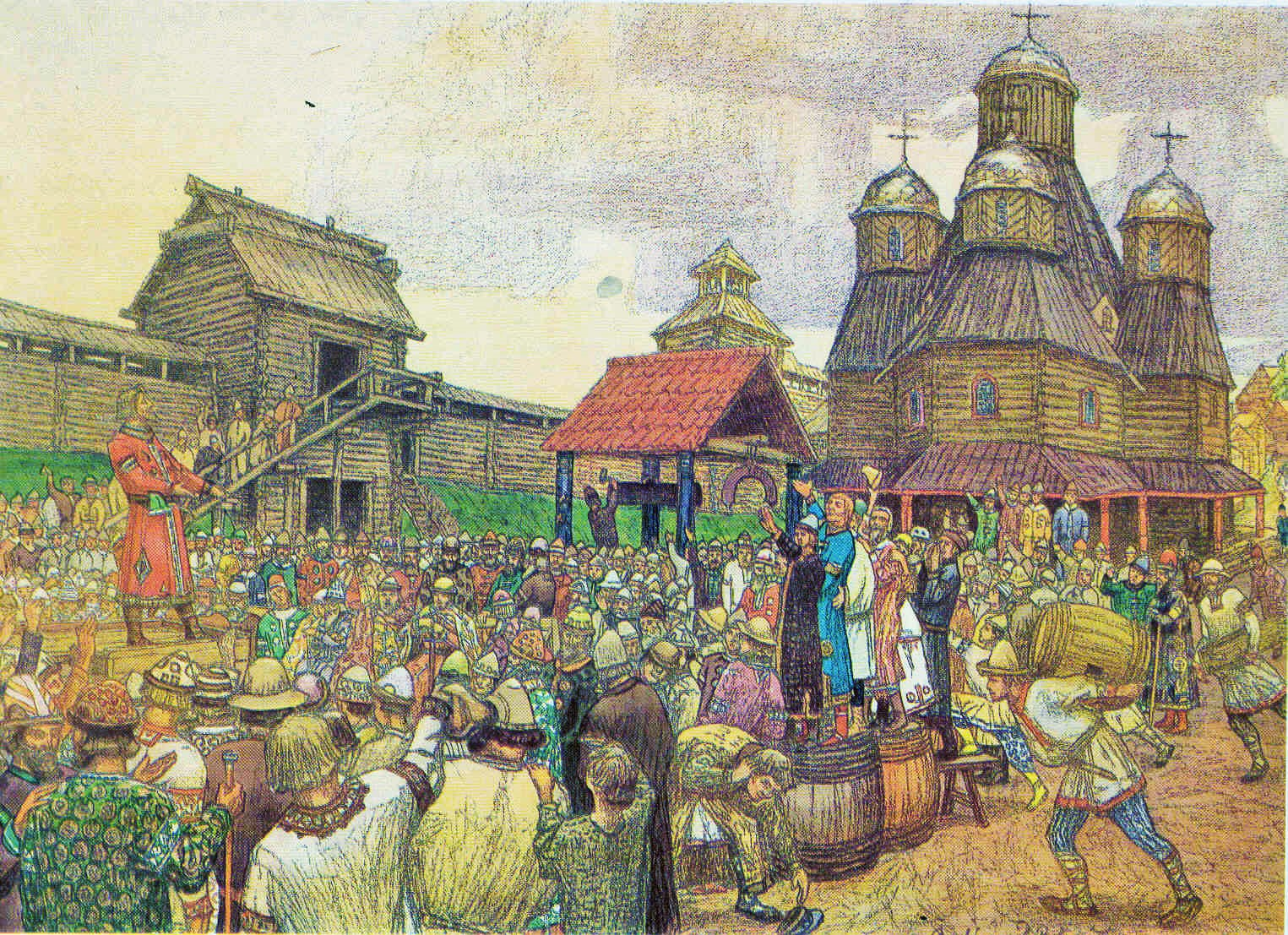
Le Veche de Pskov de Viktor Vasnetsov.

Le Vétché ou Veche (russe : вече, polonais : wiec, ukrainien : віче, biélorusse : веча, croate : vijeće, serbe : веће/veće) est une assemblée populaire médiévale dans plusieurs pays slaves.
Le vétché était globalement similaire à la thing nordique ou la Landsgemeinde suisse.

## La Russie médiévale
Dans la Russie médiévale, l'assemblée populaire ou vétché – de véchtchats : parler – est dans les Cités-États la plus haute autorité de la république. Elle comprend non seulement les membres de la population urbaine, mais également la population rurale libre. Cet organe a le pouvoir d'élire, parmi les boyards, le Premier ministre (Possadnik), les commandants militaires (tys'atskys) et même l'archevêque.
La République de Novgorod en est le plus fameux exemple. Trente monarques s'y succédèrent pendant le XIIIe siècle. Le vétché y est instauré en 1136. Toutefois, selon l'historien Jean-Pierre Arrignon, les attributions du vétché sont très différentes d'une région à l'autre, et même pour Novgorod, il ne faut pas y voir la preuve d'un fonctionnement démocratique de la cité, qui reste une oligarchie de propriétaires fonciers. Le vétché n'est que le lieu d'affrontement des intérêts de ceux-ci.